# Yucamane
Yucamane ou Yucamani é um estratovulcão dos Andes na região de Tacna, Peru a 5495 metros de altitude.